# 坝溜镇
坝溜镇，是中华人民共和国云南省普洱市墨江哈尼族自治县下辖的一个乡镇级行政单位。
2012年12月28日，云南省人民政府批复同意撤销坝溜乡，设立坝溜镇。

## 行政区划
坝溜镇下辖以下地区：
老彭村、骂尼村、老朱村、联珠村、长寨村、出洞村、厄尼村、哈布孔村和大掌村。